# 倭姓
倭姓，为中文姓氏之一，来源於蒙古人姓氏。

## 名人
- 倭仁（1804年－1871年），字艮峰，蒙古正红旗人，乌齐格里氏。